# محاصره کوفه
محاصره کوفه در سال‌های ۶۷ هجری قمری (۶۸۷ میلادی) رخ داد و آخرین مرحله از قیام مختار ثقفی بود. مختار پس از تصرف کوفه و اعلام حکومت خود به‌عنوان خونخواه حسین بن علی ، با نیروهای امویان و طرفداران عبیدالله بن زبیر درگیر شد. در نهایت، نیروهای زبیر کوفه را محاصره و پس از نبردی سخت، مختار کشته و قیام وی سرکوب شد.

## زمینه تاریخی
پس از واقعه کربلا در سال ۶۱ هجری قمری و کشته‌شدن حسین بن علی، شرایط سیاسی کوفه و مناطق اطراف آن دچار بی‌ثباتی شد. بسیاری از مردم کوفه که در ماجرای عاشورا به وعده‌های خود وفا نکرده بودند، پشیمان شدند و در سال ۶۵ هجری قمری قیام توابین را به رهبری سلیمان صرد خزایی به راه انداختند؛ اما این قیام در نبرد عین الورده به دست نیروهای اموی سرکوب شد.
مختار بن ابی‌عبیده ثقفی که پیش‌تر به دلیل حمایت از قیام‌های علیه حکومت زندانی شده بود، پس از آزادی، ادعای نمایندگی از سوی محمد بن حنفیه را مطرح کرد و در سال ۶۶ هجری قمری قیامی گسترده علیه عاملان واقعه کربلا آغاز نمود. او با حمایت گروهی از شیعیان توانست کنترل شهر کوفه را به دست گیرد و بسیاری از عاملان واقعه کربلا را دستگیر یا اعدام کرد.
مختار برای گسترش نفوذ خود به مناطق اطراف کوفه و بصره حمله کرد. در سال ۶۷ هجری قمری، در نبرد مذار که در نزدیکی بصره رخ داد، نیروهای مصعب بن زبیر توانستند نیروهای مختار را شکست دهند و مختار مجبور به عقب‌نشینی شد.
در همان سال، مصعب بن زبیر با سپاهی به سمت کوفه حرکت کرد و در نبرد حرورا در نزدیکی کوفه، نیروهای مصعب توانستند نیروهای مختار را شکست داده و مختار به داخل شهر کوفه عقب‌نشینی کند.

## شرح محاصره
نیروهای مصعب تلاش کردند تا وارد کوفه شوند و مختار را درون کاخش به محاصره دربیاورند. مدافعان مختار مقاومت اندکی دربرابر سپاه مصعب نشان دادند و آنان وارد شهر گشتند. در نتیجه محاصره چهار ماه به درازا انجامید. در هنگام محاصره مختار و ۲۰۰ تن از مدافعان یکبار به حمله کنندگان یورش بردند و ۱۰۰ تن از آنان را پراکنده کردند. آنان به درون کاخ بازگشتند و محاصره ادامه یافت. سرانجام مختار به همراه نوزده تن از یارانش کاخ را ترک و در آخرین رویارویی‌شان با سپاه مصعب، کشته شدند. این رویداد در ۳ آوریل ۶۸۷ میلادی به وقوع پیوست.
مصعب تحت فشار اشراف کوفه که در اردوی او بودند همانند عبدالرحمن پسر محمد بن اشعث، تضمین نمود که از طرفداران و پشتیبانان مختار در کوفه، کشتار گسترده‌ای به راه بیندازد. به گفتهٔ شرق‌شناس هنری لمنس، مصعب «به همان تعداد که یاران مختار از نیروهای او کشته بودند از اسیرانشان اعدام نمود». براساس روایت‌های ابومخنف، عبدالله بن عمر بن خطاب، مصعب را به قتل ۷۰۰۰ نفر از اهالی کوفه متهم کرد اگرچه برطبق روایت واقدی بیان می‌کند که مصعب جنگجویان تسلیم شدهٔ مختار درون قصر را که دربرگیرندهٔ ۷۰۰ عرب و همهٔ موالی بودند را اعدام کرد و پس از آن ۶۰۰۰ نفر از اهالی کوفه که طرفدار مختار بودند را نیز گردن زد. با از میان برداشتن مختار و پیوستن ابراهیم بن مالک اشتر نخعی به زبیریان، مصعب کنترل همهٔ عراق را بدست آورد و به سواد و جبال که از توابع کوفه بودند، افرادی فرستاد تا خراج آنان را جمع‌آوری نمایند.

## پیامدها
شکست مختار و عدم حضور وی در عرصه سیاسی موجب شد تا برای رهبری جهان اسلام میان عبدالملک و عبدالله بن زبیر رقابت ایجاد شود. امویان قادر به ایستادن در مقابل زبیریان در عراق و مناطق شرقی نبودند. اوضاع داخلی برای خلیفه اموی نگران‌کننده بود. عبدالملک برای مقابله با ابن زبیر تصمیم گرفت تا اوضاع داخلی را سامان بخشد از جمله مسئله - ابو امیه عمرو سعید اموی اَشدَق -را به عنوان رقیب اموی حل کرد و همبستگی را به خاندان اموی برگرداند. همچنین از ناتل بن قیس جذامی که طرفدار ابن زبیر و حاکم فلسطین بود خلاص شد. در رابطه با اوضاع خارجی عبدالملک با امپراتور روم ژوستینین دوم معاهده‌ای را امضا و بدان‌ها مالیات پرداخت کرد. عبدالملک مشکلات را به نفع خود حل کرد و نظامش را نیرومند ساخت و از سویی دیگر توانست بر سپاه ابن زبیر پیروز شود.

## در فرهنگ عامه

### سریال «مختارنامه» (۱۳۸۳–۱۳۸۹)
این مجموعه ۴۰ قسمتی به کارگردانی داوود میرباقری و بازی فریبرز عرب‌نیا در نقش مختار ساخته شد و نمایشی تاریخی و روایتی سینمایی از این نبرد در سریال تلویزیونی مختارنامه به کارگردانی داوود میرباقری که در سال ۱۳۸۹ از شبکه یک تلویزیون ایران پخش شد، به نمایش گذاشته شده است. و سایر نبردهای مهم قیام مختار را با جزئیات نشان می‌دهد.